# Nora Heroum
Nora Heroum (født 20. juli 1994) er en kvindelig finsk fodboldspiller, der spiller for Parma i Serie A og Finlands kvindefodboldlandshold. Hun har tidligere spillet for HJK, FC Honka og Åland United i den finske Kansallinen Liiga, og den danske topklub Fortuna Hjørring. Efter opholdet i Fortuna Hjørring har hun været i en række italienske klubber, med et smut i en enkelt engelsk klub, i form af Brescia, Milan, Brighton & Hove Albion W.F.C., S.S. Lazio og nu Parma.
Hun fik officielt debut på det finske A-landshold d. 27. maj 2012, i en venskabskamp mod Belgien og fik slutrundedebut ved EM 2013 i Sverige, i en alder af 18 år.